# Joan Thirsk
Irene Joan Thirsk, Watkins de soltera, (Primrose Hill, 19 de junio de 1922 – 3 de octubre de 2013) fue una historiadora económica y social británica, especializada en la historia de la agricultura. Fue una de las principales historiadoras económicas y sociales del siglo XX, lo que influyó en gran medida en la metodología y la dirección de la disciplina. Su contribución más destacada fue la de ser pionera en el uso de manuscritos locales como fuente.

## Trayectoria
Durante la Segunda Guerra Mundial, Watkins trabajó como analista de inteligencia en Bletchley Park, proporcionando información que ayudó al Hut 6 en la decodificación de Enigma y contribuyó sustancialmente a la elaboración de los informes de inteligencia posteriores. Trabajó en el grupo de análisis de tráfico Sixta junto a su futuro marido Jimmy (30 de mayo de 1914 - 2 de junio de 2018). Jimmy y Joan se casaron en septiembre de 1945 y se mudaron a Londres, donde Jimmy volvió a su trabajo como bibliotecario, inicialmente en Hornsey, al norte de Londres, y Joan reanudó sus estudios. Cuando Jimmy se jubiló en 1974, se mudaron primero a Oxford, y luego, cuando ella se jubiló, a Hadlow en Kent.
Su carrera académica comenzó siendo ayudante de la cátedra de sociología en la London School of Economics. Más tarde fue investigadora titular en la Universidad de Leicester de 1951 a 1965, y profesora de historia económica en la Universidad de Oxford entre 1965 y 1983. Fue editora de The Agrarian History of England and Wales (para los volúmenes 4, 5 y 6) de 1964 a 1972 y, en 1974, fue nombrada editora general de la colección.
Formó parte del consejo editorial de la revista Past & Present de 1957 a 1992. Fue nombrada 'fellow' de la Academia Británica (FBA) en 1974 y se le concedió el grado de Comandante de la Orden del Imperio Británico (CBE) en 1993.
En 2017, participó en la conferencia London's Women Historians, celebrada en el Institute of Historical Research.

## Historia de la alimentación
Aunque fue más conocida por sus investigaciones sobre la historia de la agricultura, Thirsk también desarrolló un gran interés por la historia de la alimentación, especialmente durante sus últimos años. En 1995, presentó una ponencia sobre la conservación de alimentos en el Simposio de Leeds sobre la Historia de los Alimentos, que posteriormente fue publicada. Fue asesora de la exposición Fooles and Fricasees: Food in Shakespeare’s England en la Biblioteca Folger Shakespeare en 1999, contribuyendo con el ensayo Food in Shakespeare’s England para el catálogo. Su libro Alternative Agriculture: A History: From the Black Death to the Present Day (1997) consideraba la demanda de alimentos en Inglaterra, pero sus ideas sobre la historia de la alimentación fueron el tema de su último gran trabajo Food in Early Modern England.
En este libro Thirsk examina cronológicamente la historia de la comida inglesa, tomando información de escritores científicos, libros de cocina, relatos de hogares y la comida de los pobres, seguido de secciones temáticas que examinan más de cerca las dietas regionales y los alimentos individuales. A lo largo de todo el libro trata de considerar la dieta de todas las clases sociales y pretende disipar el mito de que la comida de la mayoría de la población en ese momento era aburrida y monótona. De hecho, argumenta lo contrario: la variedad de plantas y animales que se consumían en ese momento era mucho mayor que la que existe hoy en día. Los pobres fueron diligentes en la recolección de hierbas y plantas silvestres y en todos los niveles de la sociedad se discutieron y apreciaron los alimentos.

## Obra
- The Agrarian History of England and Wales, Volume IV: 1500-1640 (editor); volume V: 1640-1750 (editora).[4]
- 1978 – Economic Policy and Projects: Development of a Consumer Society in Early Modern England. Oxford: Clarendon Press
- 1985 – Hadlow Castle, a Short History. Hadlow: Hadlow Historical Society. ISBN 0-9510425-0-5.
- 1997 – Alternative Agriculture: A History: From the Black Death to the Present Day. Oxford University Press. ISBN 978-0198208136.
- 2006 – Food in Early Modern England: Phases, Fads, Fashions, 1500-1760. Bloomsbury Academic. ISBN 9781852855383.
- 2007 – Hadlow: Life, Land and People in a Wealden Parish 1460 ~ 1600. Maidstone: Kent Archaeological Society. ISBN 978 0 906746 70 7.